# Championnat de Hong Kong de football 1978-1979
Navigation
Saison précédente Saison suivante
La saison 1978-1979 du Championnat de Hong Kong de football est la trente-quatrième édition de la première division à Hong Kong, la First Division League. Elle regroupe, sous forme d'une poule unique, les douze meilleures équipes du pays qui se rencontrent deux fois, à domicile et à l'extérieur. En fin de saison, les deux derniers du classement sont relégués et remplacés par les deux meilleurs clubs de Second Division League, la deuxième division hongkongaise.
C'est le club de Seiko SA qui remporte le championnat cette saison après avoir terminé invaincu en tête du classement final, avec quatorze points d'avance sur Happy Valley AA et dix-sept sur Eastern AA. C'est le troisième titre de champion de Hong Kong de l'histoire du club, qui manque le doublé en s'inclinant en finale de la Coupe de Hong Kong face à Yuen Long SA.

## Clubs participants
- Seiko SA
- Black Garden FC
- Urban Services FC
- South China AA
- Eastern AA
- Happy Valley AA
- Tung Sing FC
- Hong Kong Police FC - Promu de D2
- Yuen Long SA
- Kui Tan FC - Promu de D2
- Sea Bee FC
- Caroline Hill FC

## Compétition
Le barème de points servant à établir les classements se décompose ainsi :
- Victoire : 2 points
- Match nul : 1 point
- Défaite : 0 point

### Classement
| Rang | Équipe               | Pts | J  | G  | N  | P  | Bp | Bc | Diff |
| ---- | -------------------- | --- | -- | -- | -- | -- | -- | -- | ---- |
| 1    | Seiko SA             | 41  | 22 | 19 | 3  | 0  | 60 | 13 | +47  |
| 2    | Happy Valley AA      | 27  | 22 | 11 | 5  | 6  | 39 | 20 | +19  |
| 3    | Eastern AA           | 25  | 22 | 7  | 11 | 4  | 26 | 19 | +7   |
| 4    | Tung Sing FC         | 24  | 22 | 9  | 6  | 7  | 33 | 29 | +4   |
| 5    | Kui Tan FCP          | 24  | 22 | 8  | 8  | 6  | 24 | 21 | +3   |
| 6    | Urban Services FC    | 23  | 22 | 8  | 7  | 7  | 30 | 31 | -1   |
| 7    | Sea Bee FC           | 22  | 22 | 6  | 10 | 6  | 24 | 21 | +3   |
| 8    | South China AAT      | 19  | 22 | 7  | 5  | 10 | 29 | 34 | -5   |
| 9    | Caroline Hill FC     | 19  | 22 | 7  | 5  | 10 | 23 | 35 | -12  |
| 10   | Yuen Long SAC        | 18  | 22 | 5  | 8  | 9  | 23 | 33 | -10  |
| 11   | Hong Kong Police FCP | 15  | 22 | 5  | 5  | 12 | 16 | 36 | -20  |
| 12   | Black Garden FC      | 7   | 22 | 0  | 7  | 15 | 10 | 45 | -35  |

|  | Champion de Hong Kong 1979                                                 |
|  | Relégation directe en deuxième division                                    |
|  | T : Tenant du titre C : Vainqueur de la Coupe de Hong Kong P : Promu de D2 |

## Bilan de la saison
| Championnat de Hong Kong de football 1978-1979 |                     |
| Champion                                       | Seiko SA (3e titre) |
| Coupes et trophées                             |                     |
| Vainqueur de la Coupe de Hong Kong 1978-1979   | Yuen Long SA        |
| Promotions et relégations                      |                     |
| Promus en First Division League                | Hong Kong FC        |
| Promus en First Division League                | Bulova FC           |
| Relégués en Second Division League             | Hong Kong Police FC |
| Relégués en Second Division League             | Black Garden FC     |